# 瀬尾智美
瀬尾 智美（せお ともみ、1969年11月21日 - ）は、日本の女優、声優、ナレーター、方言指導。
富山県出身。劇団スーパー・エキセントリック・シアター所属。富山県立富山南高等学校卒業。特技はクラシックバレエ、富山弁。

## 出演

### 舞台
- DIRT（デビュー作品）
- ミュージカル『美少女戦士セーラームーン』（1996年、サンシャイン劇場 他）- セーラーティンにゃんこ 役
- GALAXY EXPRESS 999（1997年）
- いい加減にしてみました（1997年）
- 劇団SET ミュージカル 恋の骨折り損
- 劇団SET本公演 多数
- 生誕90年井上ひさし展リーディング・シアター(朗読劇)「水の手紙　群読のために」 「イソップ株式会社」「あるく朝の蝉」（高志の国　文学館）（2024年）

### 映画
- 濹東綺譚（1992年）
- 午後の遺言状（1995年）
- 白夜行 母親役（2010年）[2]
- もういちど 於し津役（2014年）[2]
- 大コメ騒動 イソ役、方言指導（2021年）[2]

### テレビドラマ
- 麻婆豆腐の女房 第4話（2003年、NHK）
- スカイハイ 第3話（2003年、テレビ朝日）
- 光とともに… 第1話（2004年、日本テレビ）
- 女王の教室（2005年、日本テレビ）
- マチベン（2006年、NHK）
- スイーツドリーム（2006年、TBS）
- 富豪刑事（2006年、テレビ朝日）
- カンゴロンゴ（2008年、NHK）
- ギネ 産婦人科の女たち 第6話（2009年、日本テレビ）
- 黄金の豚-会計検査庁 特別調査課- 第5話（2010年、日本テレビ）
- 祝女season2（2010年、NHK）
- コード・ブルー -ドクターヘリ緊急救命-THE SECOND SEASON（2010年、フジテレビ）
- 愛・命 〜新宿歌舞伎町駆け込み寺〜（2011年、テレビ朝日）
- ハンチョウ〜警視庁安積班〜 第8話（2012年、TBS）
- 遺留捜査2 第3話（2012年、テレビ朝日）
- リーガルハイ 第5話（2015年、フジテレビ）
- 巨大戦艦大和〜乗組員が見つめた生と死〜（2012年、NHKBSプレミアム）
- 書店ガール 第5話（2015年、フジテレビ）
- 64（ロクヨン） 第4話・第5話（2015年、NHK）
- 相棒
  - season15 第6話「嘘吐き」（2016年11月16日）- 塾経営者・河合節夫（鎌滝秋浩）の妻・河合妙子 役 [2]
  - season17 第11話「密着特命係24時」（2019年1月16日）- 3年前の殺人被害者・村田美沙（寺田浩子）の母親 役
  - season20 第6話「マイルール」（2021年11月17日）- 川波出版 編集者・布田房江 役
- ドクターX〜外科医・大門未知子〜 第9話（2016年、テレビ朝日）
- 大江戸ロボコン（2017年、NHK）
- スーパーサラリーマン左江内氏（2017年） 第3話
- 母、帰る〜AIの遺言〜（2019年、NHK）
- 24 JAPAN第5話（2020年、テレビ朝日）
- 東京ラブストーリー第10・11話（2020年、FODオリジナル）
- マル秘の密子さん 第4話（2024年8月3日、日本テレビ） - 養護施設スタッフ 役[6]

### テレビアニメ
- 満月をさがして（2002年、テレビ東京） - 大重正美 役
- アイシールド21（2005年、テレビ東京） - 安藤パー子 役、他
- おねがいマイメロディ（2005年、テレビ東京） - クロミママ 役
- シュガシュガルーン（2005年、テレビ東京） - モンブラン 役
- おねがいマイメロディ 〜くるくるシャッフル!〜（2006年、テレビ東京） - クロミママ 役
- 蟲師（2006年、フジテレビ） - 母 役
- こちら葛飾区亀有公園前派出所（2007年、フジテレビ） - 土呂紫 役[7]
- Saint October（2007年、テレビ東京） - 瀬尾椿 役

### CM
- アース製薬 アースジェット
- ニッセイ同和損害保険 (2001年)
- パイオニア DVD楽ナビ (2001年)
- 第一三共 (2012年)